# Хийу (волость)
Хийу (эст. Hiiu) — бывшая волость на западе Эстонии в уезде Хийумаа. Образована в 2013 году после объединения города Кярдла и волости Кыргессааре. После административной реформы местных самоуправлений Эстонии 2017 года вошла в состав волости Хийумаа.

## Общая информация
Административный центр — город Кярдла.
В состав волости входили:
- город Кярдла;
- посёлок Кыргессааре;
- 58 деревень: Вийта, Вийтасоо, Вилима, Вилламаа, Изабелла, Йыэранна, Йыэсуу, Калана, Калесте, Канапеэкси, Каусте, Кидасте, Кидуспе, Кийвера, Кодесте, Койдма, Копа, Куризу, Кыпу, Лаази, Лаука, Лейгри, Лехтма, Лилби, Луйдья, Малвасте, Мангу, Мардихансу, Метсакюла, Меэлсте, Мудасте, Мягипе, Напи, Нымме, Оганди, Отсте, Оякюла, Палли, Паопе, Пихла, Поама, Пуски, Рейги, Ристи, Роотси, Сигала, Суурепси, Сууреранна, Сюллусте, Таммисту, Тахкуна, Тихару, Хейги, Хейсте, Хейстесоо, Хирмусте, Хюти, Юленди.